# Renata Mauro
Renata Mauro, nombre artístico de Renata Maraolo (su nombre real) (Milán, 17 de mayo de 1934 - Biella, 28 de marzo de 2009) fue una presentadora de televisión, actriz, cantante y bailarina italiana.
Escogió como seudónimo el apellido Mauro para su nombre artístico. Su mayor actividad en el mundo del espectáculo tuvo lugar entre finales de los años cincuenta y principios de los años sesenta donde protagonizó algunas películas para el cine y presentó programas en televisión.
Es recordada principalmente por ser la que anunció al público del Festival de la Canción de Sanremo de 1967, junto con Mike Bongiorno, la noticia de la muerte de Luigi Tenco (presentador de la cadena de televisión italiana RAI).
También es conocida por presentar el Festival de la Canción de Eurovisión 1965 en Nápoles, la primera vez que se celebraba en Italia, y por presentar entre 1967 y 1970 el programa europeo  Juegos sin fronteras junto con Enzo Tortora y Giulio Marchetti.

## Biografía
Siendo hija de un empresario y una rica heredera, también fue corista y cantante. Comenzó su carrera a la edad de 19 años, en 1953 cuando comenzó a estudiar lecciones de canto con el Maestro Gorni Kramer.
Al escuchar a la actriz Franca Valeri en un local de Ischia en el verano de 1955, Renata se convenció y decidió  participar en la comedia musical L'arcisopolo. Dos años más tarde se hizo cargo de Giovanna Ralli en el musical Un paio d'ali (en español Un par de alas), de la empresa de Garinei y Giovannini. Después ha actuado en obras de varias empresas que trabajaban con Carlo Dapporto.
También trabajó para Franca Valeri, en 1962 cantando la banda sonora de los créditos finales de la película Parigi o cara, con la música de Fiorenzo Carpi.
Al no convencerle la profesión de artista, parecía estar destinada a dejar el  mundo del espectáculo, pero en 1961, se abrió las puertas al mundo de la canción en el concurso  Giardino d'inverno, donde presentó la canción Ti odio (Te odio en español) escrita expresamente para ella por Lelio Luttazzi. Con la misma canción ganó el concurso  Sei giorni della canzone (Los seis días de la canción en español) de Milán.
En 1966 alcanzó el éxito en la 14 edición del Festival de Nápoles  con la canción de Salerno y Remigi Stu poco 'e bene' , interpretada junto a Nunzio Gallo, el cual participó en uno de los primeros video-clips.
Entre las otras canciones que grabó, se encuentran las siguientes: Canzone d'amore (escrita por Leo Chiosso con la música de Pino Calvi), Non piove sui baci, Cantando un blues, Tafetas y una versión de Portami tante rose.
Sus principales participaciones en programas de la televisión de la época fueron las siguientes:
- Studio Uno: junto a Mina Mazzini y Emilio Pericoli.
- Canzonissima: con la canción Il tempo è tra noi e Passerà.
- Festival de Nápoles: junto con Nunzio Gallo y la canción Stu ppoco 'e bene'

Después de salir de la industria del entretenimiento, se dedicó a la cría de perros, especialmente de la raza Shih-Tzu con el que ganó varios concursos de belleza.

## Discografía parcial

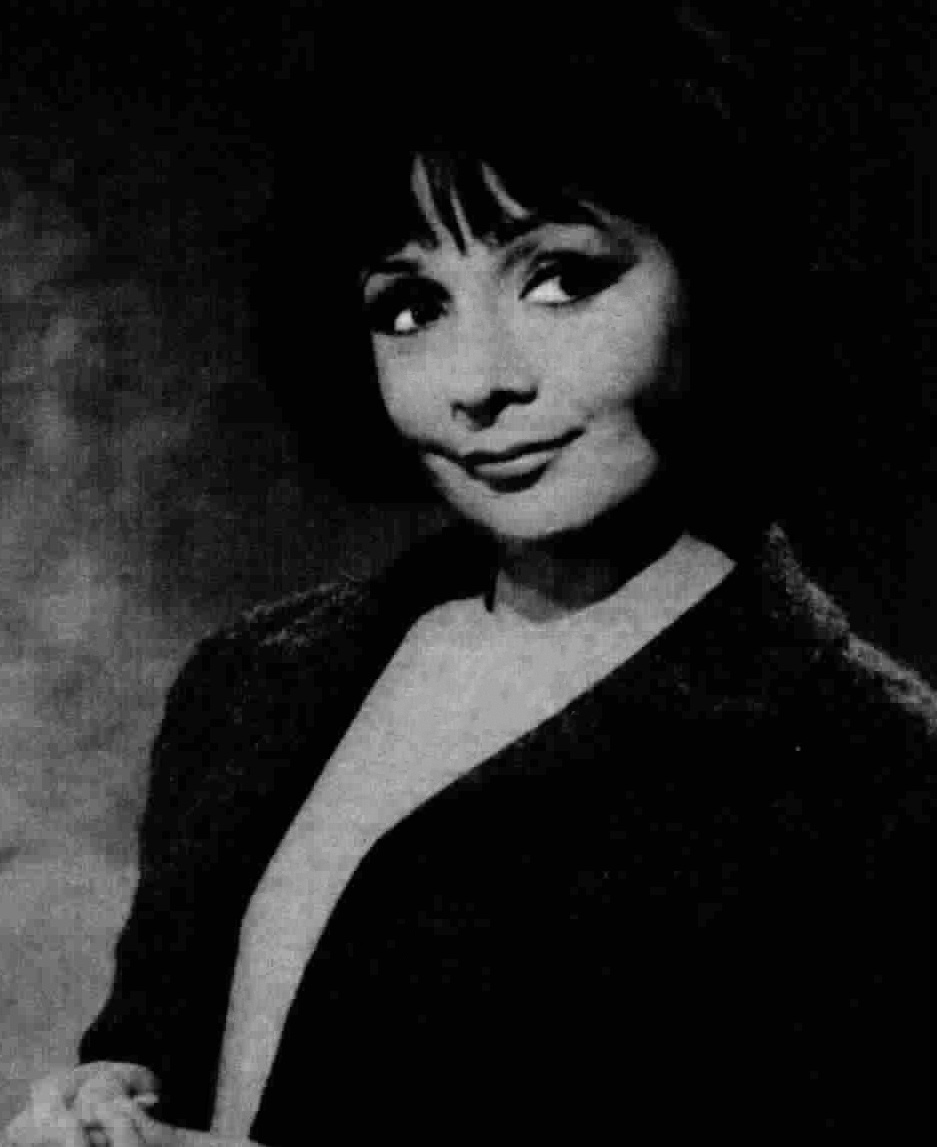
Foto de 1968, publicada en la revista Radiocorriere.

- 1961: Ti odio/Non piove sui baci (Italdisc, RM 88)
- 1961: I desideri (mi fanno paura)/Portami tante rose (Italdisc, RM 91)
- 1961: Passerà/Il tempo è tra noi (Italdisc, RM 97)
- 1962: Carnevale di champagne/Lagtin tango (Italdisc, RM 118)
- 1963: Triste carnevale/Parigi o cara (Italdisc, RM 120)
- 1963: Erano giovani/Parigi o cara (Italdisc, RM 123)
- 1966: Ho inciampato in te/Vieni subito (GTA Records, PON NP 40014)
- 1966: Stu poco e bene/Nun m´abbanduna (GTA Records, PON NP 40027)
- 1966: Esto pequeno amor/No me abandones (Fermata, 3F-0167; publicado en Argentina)
- 1971: Avrei potuto non fare questo disco, certo, ma forse sarei morta (Dire, FO 337)
- 1995: Renata Mauro - Ballads (Right Tempo Records), (RTCL 805 SH)

## Filmografía
- Come te movi, te fulmino!, dirigida por Mario Mattoli (1958)
- La maja desnuda, dirigida por Henry Koster (1958)
- Il relitto, dirigida por Michael Cacoyannis (1961)
- Il giorno più corto, dirigida por Sergio Corbucci (1962), sin acreditar

## Televisión
- La sciarpa (1963, miniserie televisiva)
- Biblioteca di Studio Uno: Al Grand Hotel (1964, serie)
- Biblioteca di Studio Uno: La primula rossa (1964, vserie)
- Le nostre serate (1965, programa en la Rai 2 dirigido por Giorgio Gaber)

## Teatro
- Un paio d'ali (en español Un par de alas), comedia musical de Garinei y Giovannini, con Renato Rascel, Giovanna Ralli, Mario Carotenuto, Xenia Valderi, Renata Mauro, Dory Dorika, música de Gorni Kramer. La primera vez que se representó fue en el Teatro Sistina de Roma en diciembre de 1957.
- Questa sera si recita a soggetto (en español Esta noche se recita un tema), de Luigi Pirandello, con Vittorio Gassman, Franco Graziosi, Adriana Asti, Augusto Mastrantoni, Renata Mauro, Laura Solari, Esperia Pieralisi, Paolo Bonacelli, Compañía del Teatro Popular Italiano de Vittorio Gassman, dirigida por Vittorio Gassman. Representada en el Teatro Alfieri de Turín, el 3 de febrero de 1962.